# Fredrik von Otter
Fredrik Wilhelm von Otter (ur. 11 kwietnia 1833, zm. 9 marca 1910) – szwedzki wojskowy i polityk.

## Życiorys
Kontradmirał (1884), wiceadmirał (1892), w 1900 awansowany na admirała. W latach 1874–1880 pełnił funkcje radcy stanu i ministra odpowiadającego za marynarkę. 12 września 1900 objął stanowisko premiera. Jego rząd doprowadził do zreorganizowania sił zbrojnych, które oparto na powszechnym obowiązku służby wojskowej. Próbował również rozwiązać budzącą kontrowersje kwestię reformy prawa wyborczego. Przygotowany projekt ustawy nie zyskał jednak aprobaty Riksdagu. Podał się do dymisji między innymi na skutek niepowodzeń w rokowaniach z przedstawicielami będącej ze Szwecją w unii Norwegii.